# Mildred Kiconco Barya
Mildred Kiconco Barya, född 1976, är en ugandisk författare och poet.
Barya har skrivit en mängd artiklar för dagstidningar, reseberättelser, essäer och noveller. Hon har bland annat skrivit romanen Soul of Rivers (2006) som lyfter fram teman som HIV/AIDS, religiösa kulter och kampen för identitet och tillhörighet. På svenska finns novellen Den ärrade jorden i antologin Kärlek x 21 – Afrikanska noveller (2010). Vid sidan av författandet arbetar Barya med rådgivning och organisationsutveckling.